# Дойз-Ирманс-ду-Бурити
Дойз-Ирманс-ду-Бурити (порт. Dois Irmãos do Buriti) — муниципалитет в Бразилии, входит в штат Мату-Гросу-ду-Сул. Составная часть мезорегиона Пантанайс-Сул-Мату-Гроссенсис. Входит в экономико-статистический микрорегион Акидауана. Население составляет 9335 человек на 2006 год. Занимает площадь 2344,611 км². Плотность населения — 4,2 чел./км².

## История
Город основан 13 ноября 1987 года. 

## Статистика
- Валовой внутренний продукт на 2003 год составляет 81 285 703,00 реалов (данные: Бразильский институт географии и статистики).
- Валовой внутренний продукт на душу населения на 2003 год составляет 8494,69 реала (данные: Бразильский институт географии и статистики).
- Индекс развития человеческого потенциала на 2000 год составляет 0,686 (данные: Программа развития ООН).